# 奈森·布思
奈森·紐曼·布思（1994年2月3日—）是生於美國伊利諾州奧克帕克的美國職業籃球運動員，場上位置為大前鋒和中鋒，現效力於B.League的仙台89人。

## 早年
布思於1994年2月3日出生於美國伊利諾州奧克帕克，在格尼長大，就讀於沃倫鎮高中。在高四賽季，布思場均拿下14.4分、7.5個籃板和2.5次阻攻。他在高中期間大部分時間都在與體重問題奮戰，高四時體重一度達到129公斤，這使得許多大學教練對他卻步。最終，他承諾加入托雷多大學，該校為2012屆球員僅提供了一個獎學金名額，他順利獲得了這個機會。

## 大學生涯
布思在托雷多大學火箭隊效力四年，且四年皆為先發球員。大一賽季結束後，他入選中美國聯盟（MAC）最佳新人陣容。大三時，他場均貢獻10分、5.7個籃板和2.2次助攻，並獲得MAC榮譽提名。到了大四賽季，布斯以場均19.3分領先全聯盟，籃板以場均9.0個位列聯盟第三，另有場均3.3次助攻，最終入選MAC最佳第一隊。與LSU的班·西蒙斯並列，布思是當季NCAA一級聯盟中唯二能繳出場均至少19分、9籃板和3助攻成績的球員。他以155次阻攻成為托雷多大學史上阻攻王，並以1,494分排名校史第十（現為第11），777個籃板則並列第十位。

## 職業生涯
在2016年NBA選秀中落選後，布思曾代表邁阿密熱火參加NBA夏季聯賽，出賽三場場均貢獻2.7分和1.7個籃板，但最終未能獲得季前訓練營的邀請。

### 皮斯托亞2000
2016年6月27日，布思與義大利籃球甲級聯賽（LBA）的皮斯托亞2000簽約。在他的首個職業賽季中，32場比賽中場均貢獻11分、4.5個籃板和1.4次助攻。賽季結束後，他以布魯克林籃網隊成員身份參加了2017年NBA夏季聯賽，在五場比賽中場均得到6.6分和2個籃板，但未能獲得籃網隊季前賽名單上的一席之地。

### 仙台89人
2022年6月18日，布思與B.League的仙台89人簽約。

## 外部連結
- 奈森·布思在fiba.basketball（英语）
- 奈森·布思在TBLStat.net（英语）
- 奈森·布思在B.LEAGUE官網（日语）
- 奈森·布思在Basketball-Reference.com（國際）（英语）
- 奈森·布思在Sports-Reference.com（NCAA）（英语）
- 奈森·布思在Eurobasket.com（球員）（英语）
- 奈森·布思在Proballers（英语）
- 奈森·布思在RealGM（英语）